# Nicolaítas
El término nicolaítas viene del griego νικολαιτων y significa «los seguidores de Nicolás». Se han propuesto las más diversas hipótesis sobre este término que aparece sin traducir en todas las versiones contemporáneas de la Biblia.
También es probable que el término "nicolaítas" tenga su raíz en dos palabras griegas 'nico' – 'laos' ('nico' significa conquistar o estar sobre otros; 'laos' significa pueblo, gente común, y es la raíz de la palabra laico), dando a entender que es una especie de jerarquía en la Iglesia primitiva.
El nombre se menciona dos veces en el libro del Apocalipsis. Los nicolaítas eran conocidos en las ciudades de Éfeso y Pérgamo. Varios padres de la Iglesia, incluidos Ireneo, Hipólito, Epifanio, y Teodoreto, también mencionan a este grupo, señalando a Nicolás el diácono como autor de la herejía y jefe de la secta.

## Interpretaciones
Algunos autores consideran que la mención de los nicolaítas es meramente una forma simbólica de referencia, debido al carácter alegórico del Apocalipsis. Consideran la palabra "Nicolaítas" no como basada en el nombre de un individuo llamado Nicolás, sino como una palabra descriptiva compuesta. "Nico" significa "vencedor" en griego y laos "pueblo", Νικολαϊτῶν = seguidores del vencedor. (Siendo una referencia directa al Jinete del Primer sello, que sale "Vencedor")
Johannes Cocceius, conocedor del hebreo, consideraba que el nombre Balaam, depredador = בלע , pueblo = עם (depredador, conquistador del pueblo)  podría ser interpretado como un equivalente hebreo del griego Nicolaita. Campegius Vitringa argumentó en apoyo de esta opinión.
La interpretación como «Conquistador del pueblo» cuadra con lo indicado por William Branham, que postula en su libro Las 7 edades de la Iglesia que esta corriente nicolaíta, surgida en los primeros años de la Iglesia (edad de Éfeso), conquistó al pueblo a través de la degradación de las personas en su vida espiritual, lo que en las edades posteriores se intensificó gradualmente.
Para algunos es una designación genérica de la herejía, para otros una secta cuyas concepciones no conocemos. La Biblia de Jerusalén dice que se trató de una doctrina que anunciaba las especulaciones  del siglo II. Watchman Nee creía que designaba a quienes establecieron el domino de las jerarquías sobre la iglesia y refería a un grupo de personas que se consideraban a sí mismas superiores a los creyentes comunes[cita requerida]. Otros en cambio piensan que los nicolaítas eran opuestos a toda norma o autoridad.
No se sabe a ciencia cierta cuáles eran sus prácticas religiosas. Ireneo dice que eran seguidores de Nicolás, uno de los Siete diáconos, pero San Clemente de Alejandría defiende a Nicolás diciendo que sus seguidores lo malinterpretaron.
Una explicación distinta es la que ve en el nombre Nikólaos  del nombre del profeta-adivino que provocó, según algunas interpretaciones judías, la desviación moral y religiosa de Israel, que comió de las ofrendas a los ídolos y pecó de fornicación (Nm 25,1-9; 3l,~.16; Jos 13,22). En este sentido, nicolaíta sería sinónimo de persona que pervierte las costumbres morales y religiosas. El ambiente eclesial de la comunidad de San Juan combate esta herejía por sus características peculiares: falta de valores morales, libre desahogo de las pasiones, desórdenes sexuales, etc. Las cartas de Ap 2 (Ap 2, 6.14-15.20-24) presentan la herejía como un cúmulo de horrores y definen las doctrinas nicolaítas como profundidades de satanás (Ap 2,24). A pesar de esta fuerte polémica, la herejía sobrevivió hasta finales del siglo II.
En el comentario del Apocalipsis más antiguo que se conoce, escrito por Victorino de Petovio en el siglo II, éste habla de los nicolaítas como «hombres falsos y turbadores que ministrando bajo el nombre de Nicolás crearon para ellos una herejía diciendo que las viandas ofrecidas a los ídolos podían ser exorcizadas y luego comidas, y que cualquiera que cometiere fornicación podía recibir la paz al octavo día». Esta descripción posiblemente sea otra especulación. Para otros, lo más conveniente sería que se tomara a los nicolaítas en conjunto con las otras doctrinas falsas. Beda afirma que Nicolás permitió a otros hombres casarse con su esposa. Santo Tomás de Aquino creía que Nicolás apoyaba la poligamia, o la práctica de compartir las esposas. Eusebio afirmó que la secta fue de corta duración.